# コスギ
株式会社コスギ（英: KOSUGI INC.）は、東京都中央区日本橋に本社を置く、主にカジュアルウェアを主力とするアパレルメーカーである。

## 概要
創業者の小杉五郎左衛門が1883年に函館で織物卸業を創業し、業績を伸ばして1903年に合名会社を発足する。1914年に本社を東京へ移し、1943年3月に株式会社へ改組した。
1970年代に「帝王」と称されるゴルファーのジャック・ニクラウスと契約を結び、ニクラウスの愛称「ゴールデン・ベア」を刺繍したゴルフウェアを販売し、1985年にスポーツウェアブランドを販売した。アメリカ西海岸発のスポーツウェア「ジャンセン」も浅井慎平がナレーションするテレビCMを制作して販売した。
時代を先取りした社風で、1985年1月に東京証券取引所市場第2部に上場したが、2000年以降は販売の主力であった百貨店などで業績が鈍り、2005年に投資会社ジェイ・ブリッジ傘下となる。
2008年にサブプライムショックの余波を受け、2009年2月16日に破産手続開始決定を受けた。再建スポンサーに名乗りを挙げた小泉が3月に新設した受け皿会社に事業を継承して株式会社コスギとなる。現在はGolden Bear、ACROSS THE VINTAGE、Marisa Grace、STORYブランドの4つの事業を展開している。

## 沿革
- 1883年（明治16年）- 近江商人の小杉五郎左衛門が北海道で織物卸業として創業する。
- 1903年（明治36年）- 小杉合名会社設立する。
- 1914年（大正3年）- 本社を東京日本橋へ移す。
- 1943年（昭和18年）- 株式会社へ改組し、小杉産業株式会社を設立する。
- 1968年（昭和43年）- ゴルファーのジャック・ニクラウスと専属契約してゴルフウェアを発売する。
- 1985年（昭和60年）- ジャック・ニクラウスの別ブランド「ゴールデン・ベア」を発売する。
- 2009年（平成21年）2月 - 破産手続開始決定。負債総額は97億9300万円[2]。
- 2009年（平成21年）3月 - 3日付で小杉産業の東証2部上場廃止[2]。
- 2009年（平成21年）3月 - 小泉が株式会社コスギを設立し、「ゴールデン・ベア」等の事業を継承。
- 2012年（平成24年）9月 - 東京・自由が丘にセレクトショップACROSS THE VINTAGE をオープン。
- 2013年（平成25年）9月 - 東京ヤマモト株式会社と合併。レディースボトム事業を開始。
- 2020年（令和2年）1月 - 元お笑いタレントの清水圭が代表取締役を務める株式会社FOOLISHを子会社化[4]。同社が展開するゴルフブランド「ラフ アンド スウェル」が系列ブランドとなる。

## スポンサー番組（過去）
- 歌う夢のデイト（フジテレビ）
- 夜のヒットスタジオ（同上）
- ゴールデン洋画劇場（同上）

など